# Provincia magmatica dell'Atlantico centrale

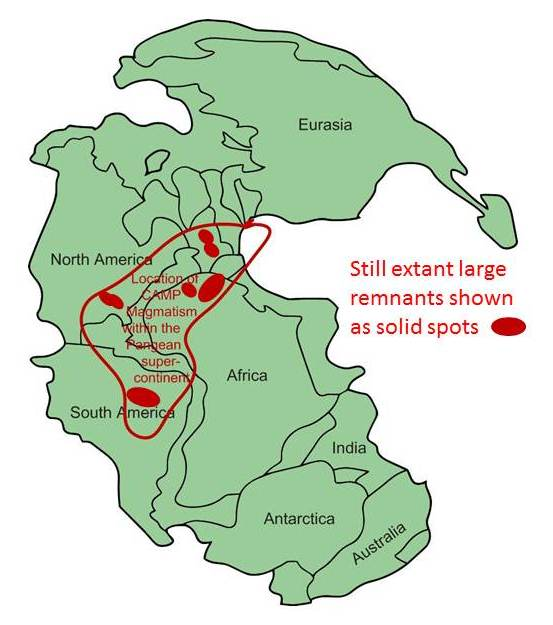
Localizzazione degli elementi residui della provincia magmatica dell'Atlantico centrale.

La provincia magmatica dell'Atlantico centrale, abbreviata comunemente in CAMP dall'acronimo dell'inglese Central Atlantic Magmatic Province, è una grande provincia ignea composta principalmente di basalto che si è formata prima della frammentazione mesozoica della Pangea, tra la fine del Triassico e l'inizio del Giurassico.
La successiva frammentazione della Pangea portò alla formazione dell'oceano Atlantico e ai conseguenti dicchi basaltici, sill e flussi lavici su una vasta area attorno a quello che è attualmente l'Atlantico centro-settentrionale, con grandi depositi sparsi tra l'Africa nordoccidentale, l'Europa sudoccidentale, il Nord America sudorientale e la parte nordorientale del Sud America, ben evidenziati nel basalto tholeiitico delle eruzioni di tipo subaereo e nelle rocce intrusive.
La denominazione e l'acronimo CAMP furono proposti nel 1999 da Andrea Marzoli et al. e adottati nel simposio del 1999 Spring Meeting dell'American Geophysical Union.
Le eruzioni vulcaniche della CAMP avvennero all'incirca 201 milioni di anni fa e si suddivisero in quattro fasi della durata di oltre 600.000 anni. La grande provincia ignea che ne risulta è la più vasta sulla Terra come estensione; il volume della massa magmatica, che assomma a ~2–3 × 106 km³, è tra i più imponenti anche se non il più elevato in assoluto.
Alla CAMP viene associata anche l'estinzione di massa del Triassico-Giurassico.

## Flussi magmatici collegati
Anche se alcuni collegamenti tra questi basalti erano stati riconosciuti da lungo tempo, solo nel 1988 essi furono collegati per costituire un'unica grande provincia ignea a plateau basaltico. I sill basaltici simili per età (200 milioni di anni fa o Giurassico inferiore) e composizione (tholeiiti a contenuto di quarzo intermedio) che si trovano nel vasto bacino del Rio delle Amazzoni, in Brasile, furono collegati a questa provincia ignea nel 1999. Residui della CAMP sono stati identificati in quattro continenti (Africa, Europa, Nord e Sud America) e consistono di basalti tholeiitici formatisi all'apertura del bacino Atlantico durante la frammentazione della Pangea.

## Estensione geografica
L'estensione della provincia magmatica all'interno della Pangea, doveva andare dall'odierno Brasile in direzione nordest per 5000 km attraverso l'Africa occidentale, la penisola Iberica e il nordovest della Francia; dall'interno dell'Africa occidentale, in direzione ovest per 2500 km attraverso il Nord America orientale e meridionale. Anche se forse non era la provincia più estesa in termini di volume, la CAMP con i suoi circa 11 milioni di km² comprendeva certamente la più vasta area conosciuta tra le grandi province ignee continentali.
Quasi tutte le rocce della CAMP sono composte di basalto tholeiitico, con netta distinzione tra le aree in cui i flussi basaltici sono conservati, e quelle con gruppi di diabase (dolerite), piccoli lopoliti e dicchi sparsi in tutta la provincia. I dicchi sono presenti in grandi sciami di composizione e orientamento specifico. L'attività della CAMP sembra correlata alla formazione del rift e alla frammentazione della Pangea durante il Triassico superiore e il Giurassico inferiore; l'enorme estensione della provincia magmatica, la varietà dei basalti e il breve lasso di tempo del magnetismo della CAMP portano a speculare sui processi del mantello terrestre che possono produrre sia un tale evento magnetico, che la frammentazione di un supercontinente.

## Correlazione con l'estinzione di massa del Triassico-Giurassico
Nel 2013 si è avuta una più sicura conferma della correlazione con l'estinzione di massa del Triassico-Giurassico, che portò i dinosauri a dominare la Terra. Fino a quell'anno le incertezze sulle datazioni geocronologiche non permettevano di confermare che le eruzioni vulcaniche fossero correlate con importanti variazioni del clima. Il lavoro di Blackburn et al., attraverso l'utilizzo della datazione uranio-piombo (U-Pb) dello zirconio, ha dimostrato uno stretto sincronismo tra l'insorgere del vulcanismo e l'estinzione di grandi popolazioni. Gli studiosi hanno pure dimostrato che le eruzioni magmatiche, come pure le correlate variazioni atmosferiche, erano suddivise in quattro fasi che sono durate oltre 600.000 anni.
Prima di questa integrazione, il dibattito verteva tra due ipotesi. Una era basata soprattutto su studi dei bacini triassico-giurassici del Marocco, con flussi lavici affioranti, mentre la seconda si basava sui dati dell'estinzione tardo triassica dai bacini occidentali del Nord America e su flussi lavici che mostrano un grande tasso di variazione dei pollini fossili, delle spore (sporomorfi) e dei vertebrati.

### Marocco
Le sequenze di maggior spessore nei flussi lavici della CAMP africana si trovano in Marocco, dove ci sono colonne laviche alte più di 300 metri. L'area più investigata è la zona centrale dell'Alto Atlante, dove affiorano le colonne meglio conservate e più complete di lava basaltica.
In base ai dati geochimici, petrografici e isotopici, sono state identificate quattro unità di basalti tholeiitici diffuse in tutta la parte centrale dell'Alto Atlante: basalti inferiori, intermedi, superiori e ricorrenti. Le unità inferiori e intermedie sono costituite da basalto andesitico, mentre le unità superiori e ricorrenti hanno composizione basaltica. Dall'inferiore al ricorrente si osserva:
- una progressiva diminuzione della velocità di eruzione (le unità inferiori e intermedie rappresentano l'80% del volume di lava conservatosi);
- un trend da una tessitura interstiziale a una porfirica;
- un progressivo impoverimento nel basalto di elementi incompatibili, presumibilmente legata a un progressivo impoverimento della sorgente nel mantello terrestre.

#### Analisi isotopiche
Le età sono state determinate con la tecnica argon-argon (40Ar/39Ar) su plagioclasio. Da questi dati le età appaiono indistinguibili (199,5±0,5 Ma) per tutto lo spessore dei flussi lavici dagli inferiori ai superiori, e sono uniformemente distribuiti dal Marocco centrale a quello settentrionale; questo fatto porta a concludere che la CAMP fu un evento magmatico molto intenso, ma di breve durata.
 
Solo i basalti dell'unità ricorrente sono leggermente più giovani (con un'età media di 197±1 Ma) e rappresentano quindi un evento tardivo. I basalti superiori e quelli ricorrenti sono costantemente separati da uno strato sedimentario che può raggiungere localmente uno spessore di circa 80 m.

#### Magnetostratigrafia
In base ai dati magnetostratigrafici, la CAMP marocchina è stata suddivisa in cinque gruppi che differiscono tra loro per l'orientazione paleomagnetica (declinazione e inclinazione). Ogni gruppo è composto da un numero di flussi lavici inferiore al precedente.

Questi dati suggeriscono che la CAMP fu creata da cinque brevi impulsi magmatici ed eruttivi, ciascuno con una durata attorno ai 400 anni. Tutte le sequenze laviche sono caratterizzate da una polarità normale, eccetto per una breve inversione paleomagnetica evidente in uno dei flussi e nel calcare interstratificato in due sezioni della CAMP nell'Alto Atlante.

#### Analisi palinologiche
Le analisi palinologiche su campioni provenienti dagli strati sedimentari alla base di quattro sequenze magmatiche pongono dei limiti sull'inizio della CAMP, in quanto non vi è evidenza di interruzioni deposizionali o nella deformazione tettonica alla base delle colonne magmatiche. La struttura palinologica osservata in questi strati basali è tipica del Triassico superiore, e simile alle rocce sedimentarie della parte finale del Triassico del Nord America orientale.
I campioni provenienti dal calcare interstratificato con i flussi magmatici, non producono dati affidabili in quanto, anche se in un campione la struttura palinologica è tipica del Triassico finale, gli sporomorfi di questo campione sono scarsi e non ben conservati.

#### Conclusioni
Tutti questi dati indicano che in Marocco i flussi di lava basaltica della provincia magmatica dell'Atlantico centrale furono eruttati attorno a 200  milioni di anni fa, a cavallo della transizione Triassico-Giurassico. È pertanto molto probabile che ci sia una correlazione tra questo evento magmatico e la grande crisi climatica e biotica che portò all'estinzione di massa del Triassico-Giurassico.